# Jurij Baulin
Jurij Nikolaevič Baulin (in russo Юрий Николаевич Баулин?; Mosca, 5 ottobre 1933 – Zelenograd, 5 dicembre 2008) è stato un hockeista su ghiaccio sovietico, dal 1991 russo.

## Palmarès

### Olimpiadi invernali
- 1 medaglia[1]:
  - 1 bronzo (Squaw Valley 1960)

### Mondiali
- 1 medaglia[1]:
  - 1 argento (Praga 1959)